# گمینا یاشنگتسا روشلنا
گمینا یاشنگتسا روشلنا (به لهستانی:  Gmina Jasienica Rosielna) یک گمینا در لهستان است که در شهرستان بژوزوف واقع شده‌است. گمینا یاشنگتسا روشلنا ۵۷٫۵۵ کیلومتر مربع مساحت و ۷٬۳۸۰ نفر جمعیت دارد.